# Robert Gašpar
Robert Gašpar, anche noto come Robbie Gaspar (Perth, 7 febbraio 1981), è un ex calciatore australiano, di ruolo centrocampista.

## Biografia
Nato a Perth, in una famiglia di origine croata.

## Caratteristiche tecniche
È stato un regista di centrocampo.

## Carriera

### Gli inizi e le prime esperienze all'estero
Cresciuto nelle giovanili dell'Hajduk Spalato, dove si trasferisce all'età di 16 anni, non trovando spazio nella prima squadra del club croato, fa il suo ritorno in patria, prima tra le file del Cockburn City e poi in quelle del Sydney Olympic, allenato da Branko Culina. In seguito, si trasferisce al Perth SC, militante nel campionato statale, rimanendovi per una stagione. Successivamente si trasferisce in Brunei per un'esperienza trimestrale nel QAF e poi, su chiamata di Peter Butler, in Malaysia, tra le file del Sabah. Nella sua prima stagione con il Sabah, diventa il miglior marcatore stagionale del club con 13 reti complessive (di cui 10 in campionato) e contribuisce al raggiungimento della finale di Coppa della Malaysia, oltre che al quarto posto in campionato.

### L'esperienza in Indonesia
Dopo altri sei mesi al QAF, si trasferisce al Persita Tangerang, diventando il primo calciatore australiano a militare nel campionato indonesiano. Il primo anno in Indonesia risulta difficile per il giocatore, che fatica ad adattarsi al nuovo ambiente. Successivamente, si trasferisce a Balikpapan, dove gioca tre stagioni ad alto livello, dimostrando il suo valore nel campionato indonesiano e guadagnandosi una reputazione come uno dei migliori nel suo ruolo. In seguito trascorre due stagioni al Persema Malang.

### Il Persib ed il ritiro
Nel 2011 si trasferisce tra le file del Persib su volontà dell'allora allenatore Drago Mamić. Disputa una sola stagione con il club, collezionando 20 presenze in campionato, dove la squadra termina all'ottavo posto in classifica.
Nel 2012 decide di ritornare in patria, per ritirarsi definitivamente dal calcio quattro anni più tardi.

## Dopo il ritiro
Laureato in Commercio, con specializzazioni in Contabilità e Lingua Indonesiana all'Università di Murdoch, nel 2014 è stato nominato membro a vita dalla PFA in riconoscimento dei suoi sforzi nella creazione di associazioni di giocatori in Malaysia e Indonesia. Inoltre, ha lavorato come consulente per la FIFPro.